# Ricardo de la Espriella Toral

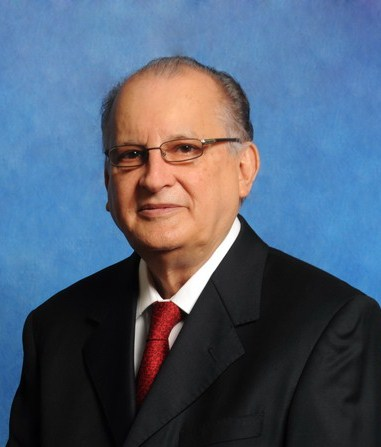
Ricardo de la Espriella (2010)

Ricardo de la Espriella Toral (* 5. September 1934 in Panama-Stadt) war der 37. Präsident von Panama.
De la Espriella, zuvor seit 1978 Vizepräsident, übernahm am 31. Juli 1982 als Nachfolger von Aristides Royo das Amt des Staatspräsidenten und blieb im Amt bis zum 13. Februar 1984. Sein Nachfolger wurde Jorge E. Illueca. Zusammen mit General Rubén Darío Paredes gelang es ihm, ein Bündnis zwischen Militär und der Zivilregierung zustande zu bringen und zusammen mehrere Reformen auf den Weg zu bringen. Hierzu wurde ein spezieller Gerichtshof eingerichtet, der die Einhaltung der getroffenen Vereinbarungen zu überwachen hatte, um einen bleibenden Frieden zwischen der Regierung und der Militär-Junta zu sichern. In dem zu sichernden Bereich wurden diesem Gerichtshof dieselben Rechte wie dem Obersten Gerichtshof eingeräumt.